# Neurotic Outsiders
Neurotic Outsiders fue un supergrupo fundado en 1995, formado por Steve Jones de Sex Pistols, Matt Sorum y Duff McKagan de Guns N' Roses y John Taylor de Duran Duran. En la primera formación estaban Billy Idol y Steve Stevens junto a McKagan y Sorum, pero fueron prontamente reemplazados por Jones y Taylor.
Originalmente fue una banda de amigos quienes se juntaban a tocar jams sessions en el Viper Room que acabaron grabando un álbum epónimo, Neurotic Outsiders (1996), con la compañía discográfica Maverick Records, e hicieron una breve gira por Europa y los Estados Unidos. 
A su primer álbum actualmente discontinuado, en 1997 le siguió el EP de cinco canciones Angelina, editado solamente en Japón.
Se reunieron por un breve tiempo en abril de 1999 para dar tres recitales en el Viper Room. 
La banda también se reunió el 7 de diciembre de 2006 para un solo concierto.
Esta no fue la primera vez que miembros de Guns N' Roses y Steve Jones trabajaron juntos. Axl Rose de Guns N' Roses, Ian Astbury, Billy Duffy y Mickey Curry, todos de la banda The Cult en la que Matt Sorum tocó antes y después de Guns N' Roses, hicieron apariciones como invitados en el disco en solitario de Steve Jones Fire and Gasoline (1989).
- Datos: Q726694